# Tour de Bohemia 1970
Die Tour Bohemia 1970 war die dritte Tour de Bohemia und wurde vom 10. oder 11. bis zum 14. Juli 1970 als Etappenrennen mit fünf Etappen ausgetragen. Die Tour de Bohemia war Bestandteil des Rennkalenders der Association Internationale des Organisateurs de Courses Cyclistes (AIOCC) in der Union Cycliste International (UCI). Gesamtsieger wurde der Tschechoslowake Rudolf Labus.
Start und Ziel waren jeweils in Nový Bor. Alle Etappen waren durch ein stark bergiges Profil gekennzeichnet.
Es nahmen Teams aus der ČSSR, Dänemark, dem Vereinigten Königreich, Rumänien, Österreich, den Niederlanden, der UdSSR, Polen, der Schweiz und der DDR teil.
Nach der dritten Etappe führte Manfred Radochla aus der DDR im Gesamtklassement vor den beiden Tschechoslowaken Rudolf Labus (zeitgleich) und Jiří Prchal (sieben Sekunden zurück). Nach der vierten Etappe übernahm der Tschechoslowake Miloš Hrazdíra die Gesamtführung mit 34 Sekunden vor seinem Landsmann Labus und 44 Sekunden vor Radochla. Die fünfte und letzte Etappe gewann Labus mit deutlichem Vorsprung vor seinen Konkurrenten und errang somit den Gesamtsieg der Tour.
|     | Fahrer           | Zeit        |
| --- | ---------------- | ----------- |
| 1.  | Rudolf Labus     | 18:49:36 h  |
| 2.  | Petr Matoušek    | + 4:16 min  |
| 3.  | Miloš Hrazdíra   | + 5:59 min  |
| 4.  | Manfred Radochla | + 6:40 min  |
| 5.  | Jiří Prchal      | + 6:50 min  |
| 6.  | Jiří Mainus      | + 7:37 min  |
| 7.  | Delnoij          | + 7:44 min  |
| 8.  | Marek            | + 8:28 min  |
| 9.  | Hladík           | + 8:32 min  |
| 10. | Havelka          | + 8:34 min  |
| 11. | Krejčí           | + 8:47 min  |
| 12. | Auchli           | + 9:02 min  |
| 13. | Zeman            | + 9:36 min  |
| 14. | Hava             | + 9:43 min  |
| 15. | Gorelow          | + 10:16 min |

## Bemerkungen
1. ↑  Der Radsportler erwähnt den 11. Juli als Starttermin, das Tourposter (gefunden unter http://www.terry-posters.com/poster/26020-tour-de-bohemia-1970, abgerufen am 15. Juli 2012) gibt den 10. Juli an.